# Glycynympha roseocostella
Glycynympha roseocostella är en fjärilsart som beskrevs av Walsingham 1881. Glycynympha roseocostella ingår i släktet Glycynympha och familjen plattmalar. Inga underarter finns listade i Catalogue of Life.